# 上遠野秀忠
上遠野 秀忠（かどの ひでただ、1854年5月8日（安政元年4月12日）- 1933年（昭和8年）8月4日）は、日本の武術家。新天流12世師範。大日本武徳会剣道範士、槍術範士。

## 経歴

### 生い立ち
久保田藩士、新天流11世師範上遠野群吾の長男として生まれる。上遠野家は代々新天流師範を務めた。群吾は横手城城代の配下に属し、新天流剣術及び槍術を自宅の道場で教授するかたわら、漢学の私塾時習堂を1851年（嘉永4年）から開いていた。
秀忠は幼少のころから自宅の道場で見取り稽古を始め、時習堂で四書の素読に励んだ。このほかに日置流大蔵派弓術を小貫蔵人に、大坪流馬術を山県三郎に、林崎流居合術を秦衛門に、休流砲術を川上与右衛門に、大谷流柔術を石川市十郎に学んだ。その後郷校育英書院の筆頭になり、藩校明徳館に進んでその塾頭に上ったという。

### 明治維新後
1868年（明治元年）、元服。同年戊辰戦争秋田戦争により秋田藩は攻撃を受け、横手城は炎上した。
1873年（明治6年）、群吾から新天流極意皆伝を授けられ、新天流12世師範となる。
1883年（明治16年）、上京して直心影流剣術榊原鍵吉道場を中心に東京で稽古を積み、翌年帰郷する。
1884年（明治17年）12月、秋田県御用掛、横手警察署武道教師に就任。その後官用簿記学科を卒業し、東京、山形、尾花沢、磐井などの裁判所書記を歴任。
1904年（明治37年）、岩手県警察部武道教師、盛岡高等農林学校講師、一関中学校講師に就任。このころ剣道基本教授法（集団教授法）を創案し、全国に公開した。
1907年（明治40年）、岩手から秋田に戻り、秋田県警察部、秋田中学校、秋田師範学校、秋田鉱山専門学校で剣道を教授。
1912年（明治45年）、長男秀治が創立した秋田女子技芸学校で薙刀を教授。

### 晩年
1925年（大正14年）、大日本武徳会から槍術範士号を授与、翌1926年（大正15年）には剣道範士号を授与された。秋田県で初めての範士号受有者となった。また、二道で範士号を授与された例は大分県の上田光重（剣道、柔道）、東京府の中山博道（剣道、居合術）に続いて3例目であった。
晩年に失明したが、剣道では視力のある者のごとく稽古していたという。死因は胃がんであった。

## 親族
- 弟上遠野富之助（秀実）
日新小学校校長、秋田日報主筆、名古屋商工会議所会頭、名古屋市会議長等を歴任。
- 長男上遠野秀治
秋田女子技芸学校（現国学館高等学校）を創立し校長を務めた。